# Här kommer brudgummen
Här kommer brudgummen är en amerikansk film från 1951 i regi av Frank Capra. Capra fungerade även som producent. Filmen är en musikal och romantisk komedi som bygger på en idé av Robert Riskin och Liam O'Brien. Bing Crosby gör huvudrollen som en korrespondent som kämpar för att kunna behålla vårdnaden om några barn han adopterat.

## Rollista
- Bing Crosby – Peter Garvey
- Jane Wyman – Emmadel Jones
- Alexis Smith – Winifred Stanley
- Franchot Tone – Wilbur Stanley
- James Barton – Pa Jones
- Robert Keith – George Degnan
- H.B. Warner – Elihu
- Beverly Washburn – Suzy
- Nicholas Joy – Prentiss
- Connie Gilchrist – Ma Jones
- Ian Wolfe – Adam
- Walter Catlett – Mr. McGonigle
- Ellen Corby – Mrs. McGonigle
- Alan Reed – Walter Godfrey
- James Burke – O'Neill
- Minna Gombell – Mrs. Godfrey
- Irving Bacon – Baines
- Howard Freeman – guvernören
- Maidel Turner – Abby
- Anna Maria Alberghetti – Theresa

Ej listade, urval:
- Louis Armstrong – som sig själv
- Charles Halton – Cusic
- Dorothy Lamour – som sig själv
- Charles Lane – Ralph Burchard, FBI
- J. Farrell MacDonald – make på flygplanet
- Odette Myrtil – grå dam
- Carl Switzer – bud